# Жју де Маму
Жју де Маму (фр. Giou-de-Mamou) насеље је и општина у централној Француској у региону Оверња, у департману Кантал која припада префектури Оријак.
По подацима из 2011. године у општини је живело 742 становника, а густина насељености је износила 52,14 становника/km². Општина се простире на површини од 14,23 km². Налази се на средњој надморској висини од 640 метара (максималној 966 m, а минималној 616 m).

## Демографија
| 1962. | 1968. | 1975. | 1982. | 1990. | 1999. | 2011. |
| ----- | ----- | ----- | ----- | ----- | ----- | ----- |
| 408   | 427   | 461   | 648   | 677   | 697   | 742   |

График промене броја становника у току последњих година